# Лінор (вірш)
«Лінор» або «Ленор» (англ. Lenore) — вірш Едгара Аллана По, написаний ним в 1843 році.
Розповідається про передчасну смерть молодої дівчини, яку оплакують її друзі, але серед них знаходиться один, ліричний герой, який співає пісню радості на її похороні.

## Історія публікації
Вірш було опубліковано в рамках ранньої збірки в 1831 році під назвою «Пеан»(англ. Paean). Потім він був перероблений автором в «Лінор». Назва «Лінор» не використовувалася, поки вірш не був опублікований у лютому 1843 в періодичному виданні The Pioneer, публіцистом і критиком Джеймсом Расселом Лоуеллом. Едгар По заплатив 10 $ для цієї публікації. Вірш багато змінювався за життя Едгара По. Його кінцева форма була опублікована 16 серпня 1845, в Broadway Journal, а По був його редактором .
Оригінальна версія вірша настільки відрізняються від «Лінор», що часто вважаються абсолютно різними.

## Аналіз
У «Лінор» є автор, є ліричний герой (Guy de Vere), чиї слова оформлені в пряму мову. Завдяки цьому посилюється психологічний ефект: герой позиціонує себе як єдина людина, яка розуміла суть Лінор.
Вірш для  По міг бути способом пережити хворобу його дружини Вірджинії. Проте ім'я померлої жінки могло бути утворене від імені нещодавно померлого брата По — Вільяма Генрі Леонарда По. Поетично, ім'я Ленор підкреслює буква «L» звук, часто використовується в жіночих персонажах Едгара По в тому числі «Аннабель Лі», «Евлалія» і «Улялюм».

## Сюжет
Вірш названо по імені покійної героїні, Лінор, яка була нареченою сера Гая де Віра. Лінор вмирає від хвороби, але саме сера Гая де Віра звинувачують голоси в її смерті. Сам наречений вважає, що Лінор стала жертвою «поголоски» і «наклепу». Її життя він називає пеклом, а в смерті бачить набуття раю, позбавлення від страждань і виконання мрії.

## Основні теми
- Смерть прекрасної жінки (див. також «Аннабель Лі», «Евлалія», «Ворон», «Улялюм». В оповіданнях Едгара «Береніс», «Елеонора», «Морелла»).